# Hillerød
Hillerød là thành phố của Đan Mạch, và là thành phố lớn thứ ba của đảo Sjælland, sau Copenhagen và Helsingør, với dân số 30.350 (ngày 1.1. 2011)

## Lịch sử
Thành phố mọc lên chung quanh nông trang cổ Hillerødsholm, (từ 1275). Vua Frederik đệ nhị sở hữu đất đai của nông trại này và cho xây dựng lâu đài Frederiksborg, sau đó con ông là Christian đệ tứ cho xây dựng mở rộng thêm lâu đài. Frederik đệ nhị đã biến thành phố này trở nên một trung tâm buôn bán của cả vùng.
Hillerød đã bị nhiều trận hỏa hoạn lớn trong các năm 1692, 1698, 1733 và 1834. Đến nay, Hillerød không còn bao nhiêu ngôi nhà lịch sử; phần lớn các ngôi nhà hiện nay đều được xây dựng từ thế kỷ 19 và 20 trở lại đây.

## Giáo dục
Hillerød có các trường, trung tiểu học công lập và tư thục, trường trung học kỹ thuật, trường kinh doanh, Pharmakon - Danish College of Pharmacy Practice (trường cao đẳng thực hành dược phẩm) đào tạo cấp cử nhân cho ngành sản xuất dược phẩm, Metropolitan University College, đào tạo cấp cử nhân cho ngành Y tế, Xã hội và Quản trị hành chính.

## Thắng cảnh
Nơi thu hút nhiều khách du lịch là lâu đài Frederiksborg, được vua Frederik đệ nhị xây dựng từ năm 1560, và con ông là Christian đệ tứ mở rộng thêm (1600-1620), đã được dùng làm nơi cư ngụ của nhiều vua Đan Mạch. Nhà thờ của lâu đài này đã từng là nơi cử hành lễ đăng quang của các vua và hoàng hậu sau đây:
- 1671: Christian V và hoàng hậu Carolina Amelia heska
- 1700: Frederick IV và hoàng hậu Louis Mecklenburg
- 1721: Anna Sophie Reventlow, hoàng hậu của Frederick IV
- 1731: Christian VI và hoàng hậu Sophie Magdalene of Brandenburg
- 1747: Frederick V và hoàng hậu Louis Hanover
- 1752: Juliana Maria Brunswick, hoàng hậu của Frederick V
- 1815: Frederick VI và hoàng hậu Maria Heska
- 1840: Christian VIII và hoàng hậu Carolina Amelia Holstein

Hiện nay, lâu đài này mở cửa cho khách du lịch tham quan, trong đó có Nhà bảo tàng của lâu đài The Museum of National History, cùng ngôi vườn rộng thiết kế theo kiểu baroque.

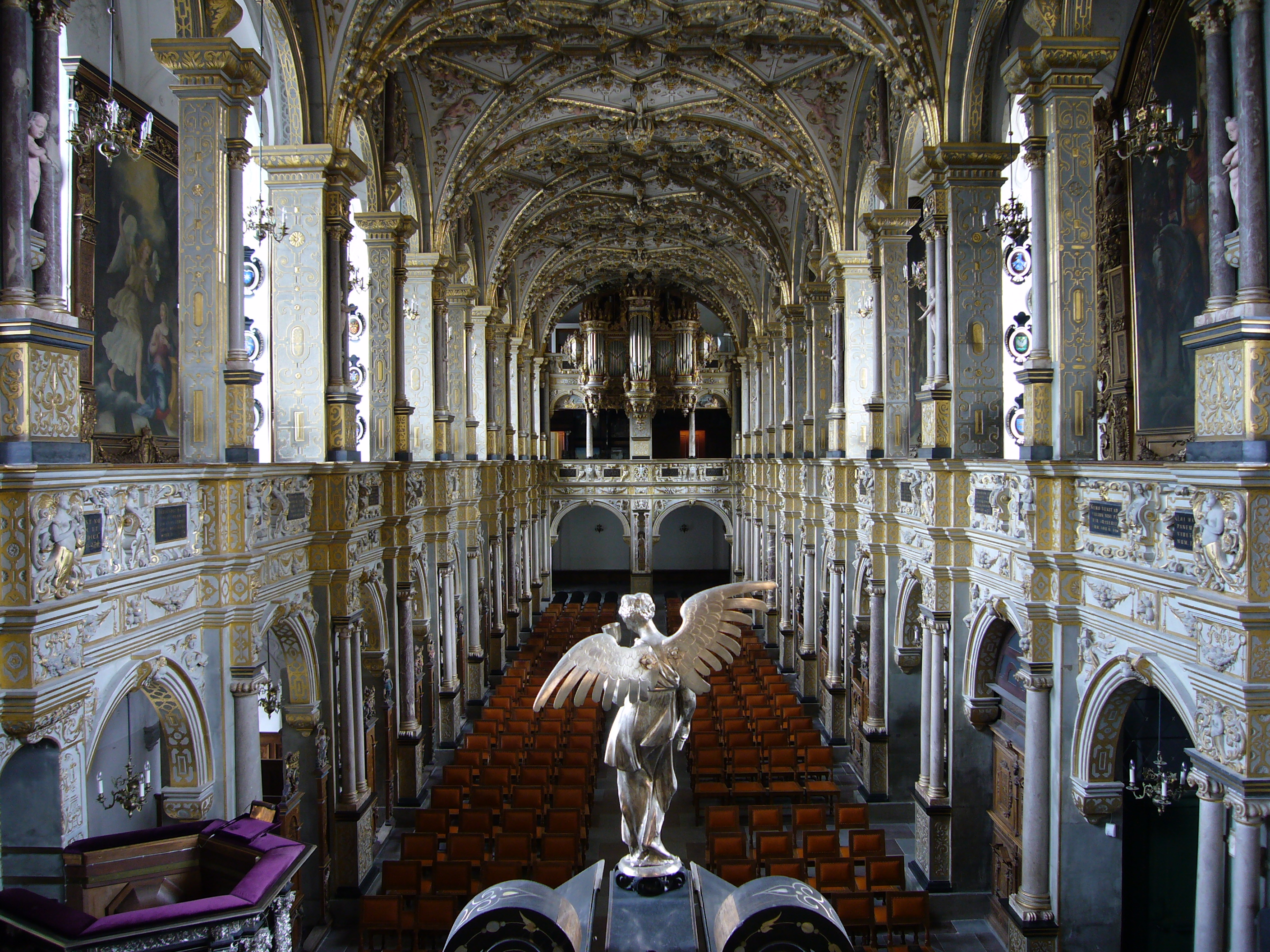
Nhà thờ lâu đài Frederiksborg

Phế tích của tu viện Æbelholt là phế tích của một tu viện dòng thánh Augustinô lớn nhất trong các nước Bắc Âu. Tu viện này được tu sĩ dòng Augustinô người Pháp Guillaume của Paris (sau được phong thánh) thành lập từ năm 1175 - 1176. Ông được tổng Giám mục kiêm chính khách Absalon của Đan Mạch mời đến và trao cho nhiệm vụ lập tu viện này. Sau cuộc Cải cách tôn giáo (từ Công giáo sang Tin Lành) năm 1536, thì đất đai của tu viện bị nhà nước chiếm, còn các tòa nhà thì bị phá sập. Một số gạch sau đó đã được sử dụng để xây Lâu đài Frederiksborg.
Tu viện Esrum của dòng Xi-tô được xây dựng từ năm 1151. Tòa nhà duy nhất còn lại (trong số nhiều nhà) của tu viện nay được dùng để triển lãm thường xuyên về dòng này.

## Thiên nhiên
Hillerød được bao quanh bởi một số rừng cây rộng nhất của Đan Mạch, với Vườn Thú lớn ở phía nam và rừng Gribskov ở phía bắc. Gribskov là rừng lớn thứ nhì Đan Mạch, trong đó có Hồ Esrum, một trong những hồ lớn nhất Đan Mạch. Vườn của lâu đài Fredensborg ở cạnh rừng Gribskov và Hồ Esrum.

## Thành phố kết nghĩa
- Hungary Gödöllő
- Na Uy Horten
- Thụy Điển Karlskrona
- Phần Lan Loviisa
- Iceland Ólafsfjörður
- Ba Lan Starogard Gdański